# غرب أكتون (محطة مترو أنفاق لندن)
غرب أكتوب (بالإنجليزية: West Acton)‏ هي إحدى محطات مترو أنفاق لندن. تقع على خط سينترال أفتتحت في المنطقة (Zone) رقم 3 أفتتحت في 05 نوفمبر 1923.

## معرض صور

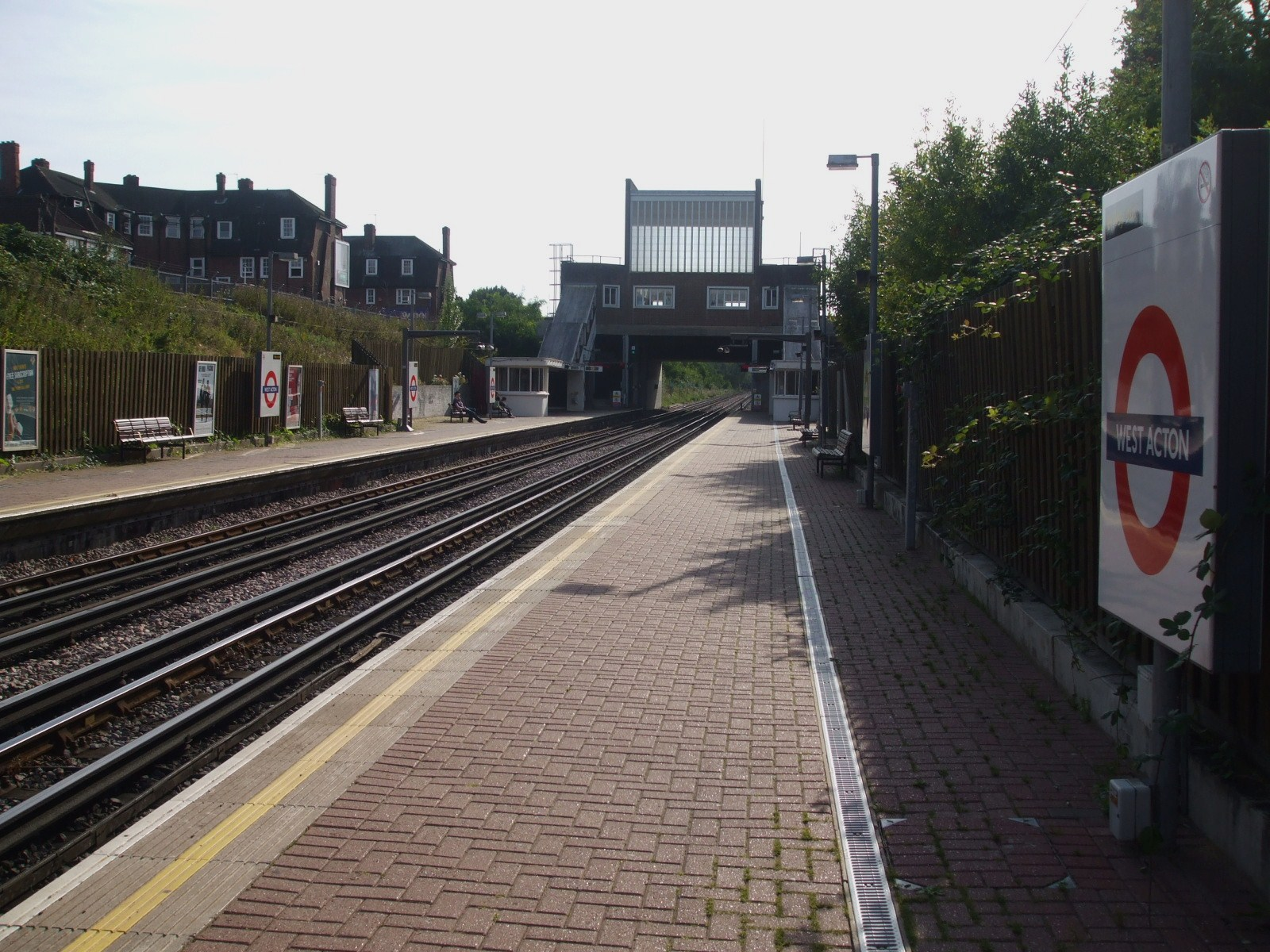
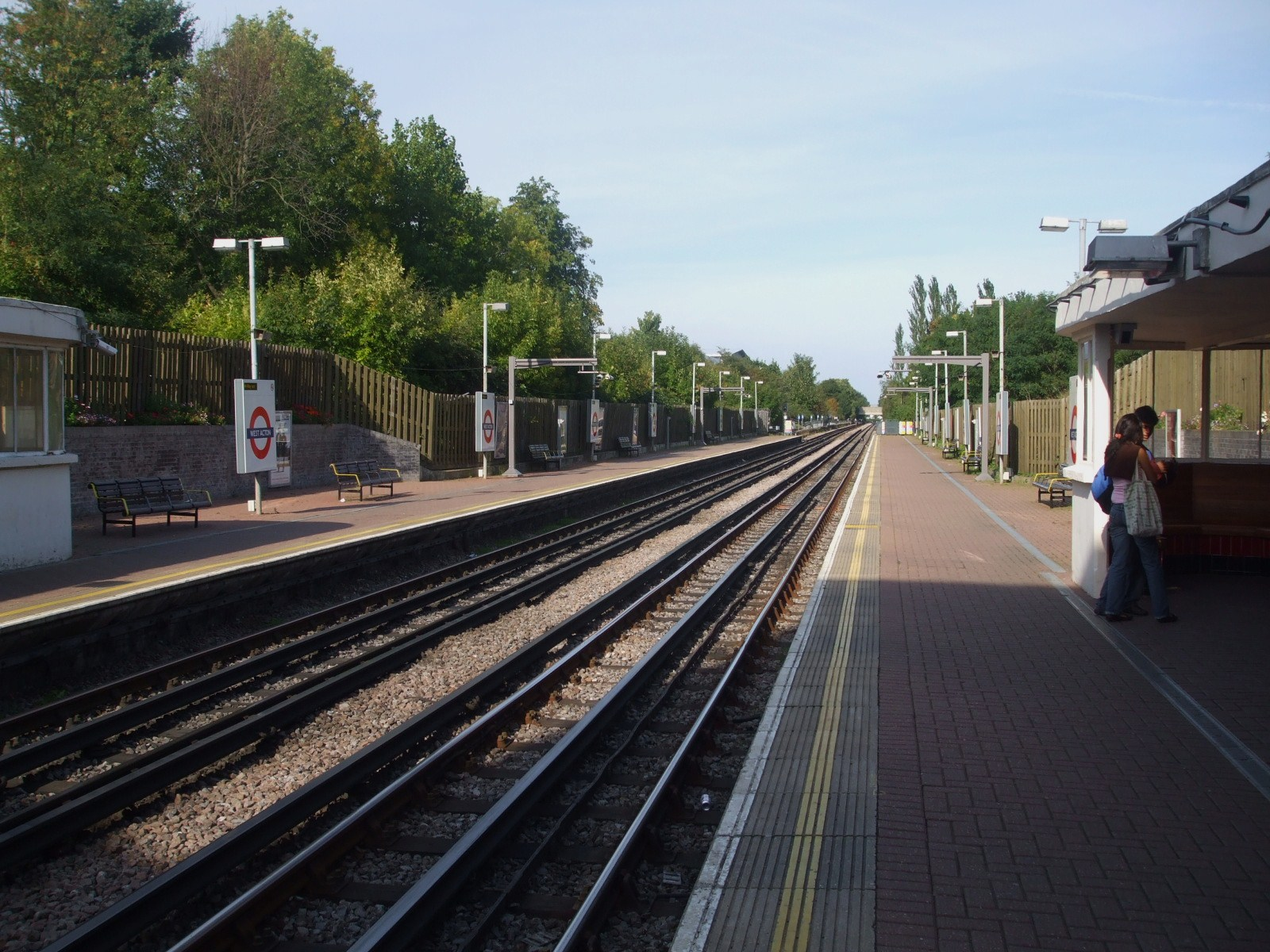
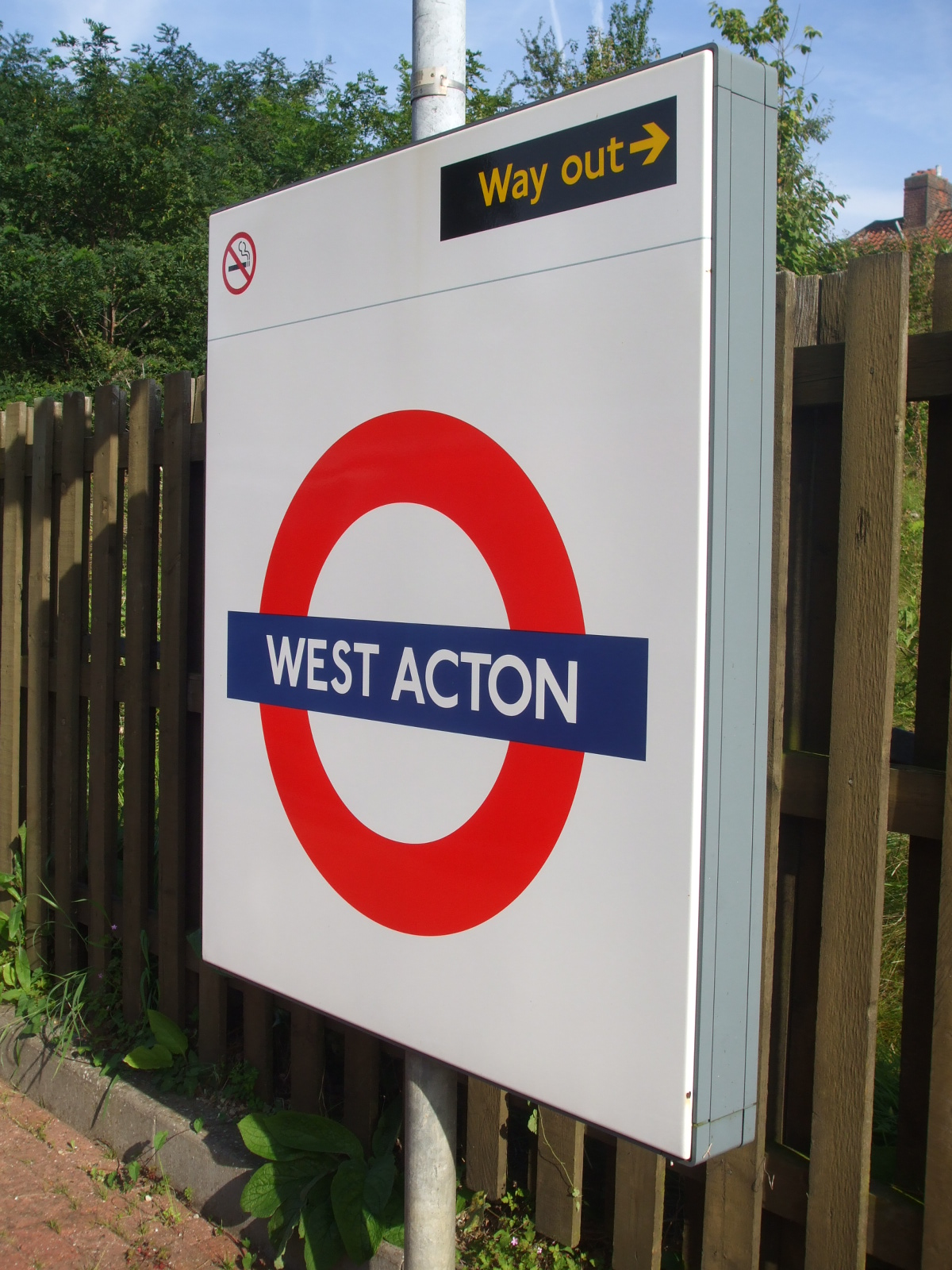